# Albin Hagström
Albin Hagström (25. maj 1905 i Orsa, Dalarna – 3. april 1952 i Stockholm) var en svensk direktør og grundlægger. 
Grundlagde i 1925 firmaet Albin Hagström, og opbyggede til sin død et forretningsimperium, der er baseret på produktion og salg af harmonikaer, hvilket gør Hagström til et internationalt kendt navn.
Albin Hagström lærte tidligt at spille harmonika, og begyndte at spille til lokale baller og fester. I 1921 køber han to tyske harmonikaer. Det ene sælger han, og det andet lejes ud til andre musikere. Dermed var kimen lagt til et stykke svensk industrihistorie.
Efter at have importeret og videresolgt harmonikaer i nogle år, kunne Albin Hagström i 1925 stifte firmaet Albin Hagström med hjemsted i Älvdalen, Sverige. Ved hjælp af målrettet annoncering i svenske dagblade, fandt han stadig nye afsætningsmuligheder, og begyndte i samarbejde med italienske harmonikabyggere at udvikle en harmonika, der var specielt tilpasset det svenske marked.
Ideen slog an, og der kom en massiv efterspørgsel på de italiensk producerede Hagström harmonikaer. Albin Hagström foretog flere rejser til Italien, hvor han fortsatte med at udvikle nye harmonikaer, og samtidigt lærte håndværket bag selve produktionen af dem.
Problemer med leverancer og den tiltagende uro på det europæiske valutamarked gør, at Albin Hagström i 1932 griber chancen, og åbner sin første harmonikafabrik i Älvdalen i Sverige. Samtidigt omdannes firmaet til et aktieselskab med navnet AB Albin Hagström.
De næste 20 år, opnår Albin Hagström at blive blandt verdens største producenter af harmonikaer, og kan til sin død se sit firma vokse i både Europa og USA. I tilknytning til sin forretningskæde Hagström Musik opbygger Albin Hagström en musikskole, der med tiden danner forbillede for den svenske musikskole.

## Eksterne link og kildehenvisninger
- The Hagstrom Official Web Site
- AB Albin Hagström Arkiveret 11. marts 2007 hos  Wayback Machine
- Historien om en svensk musikindustri Arkiveret 25. maj 2012 hos  hos Archive.is